# Phaeocryptopus gaeumannii
Phaeocryptopus gaeumannii är en svampart som först beskrevs av T. Rohde, och fick sitt nu gällande namn av Franz Petrak 1938. Phaeocryptopus gaeumannii ingår i släktet Phaeocryptopus, ordningen Dothideales, klassen Dothideomycetes, divisionen sporsäcksvampar och riket svampar.   Inga underarter finns listade i Catalogue of Life.

## Bildgalleri

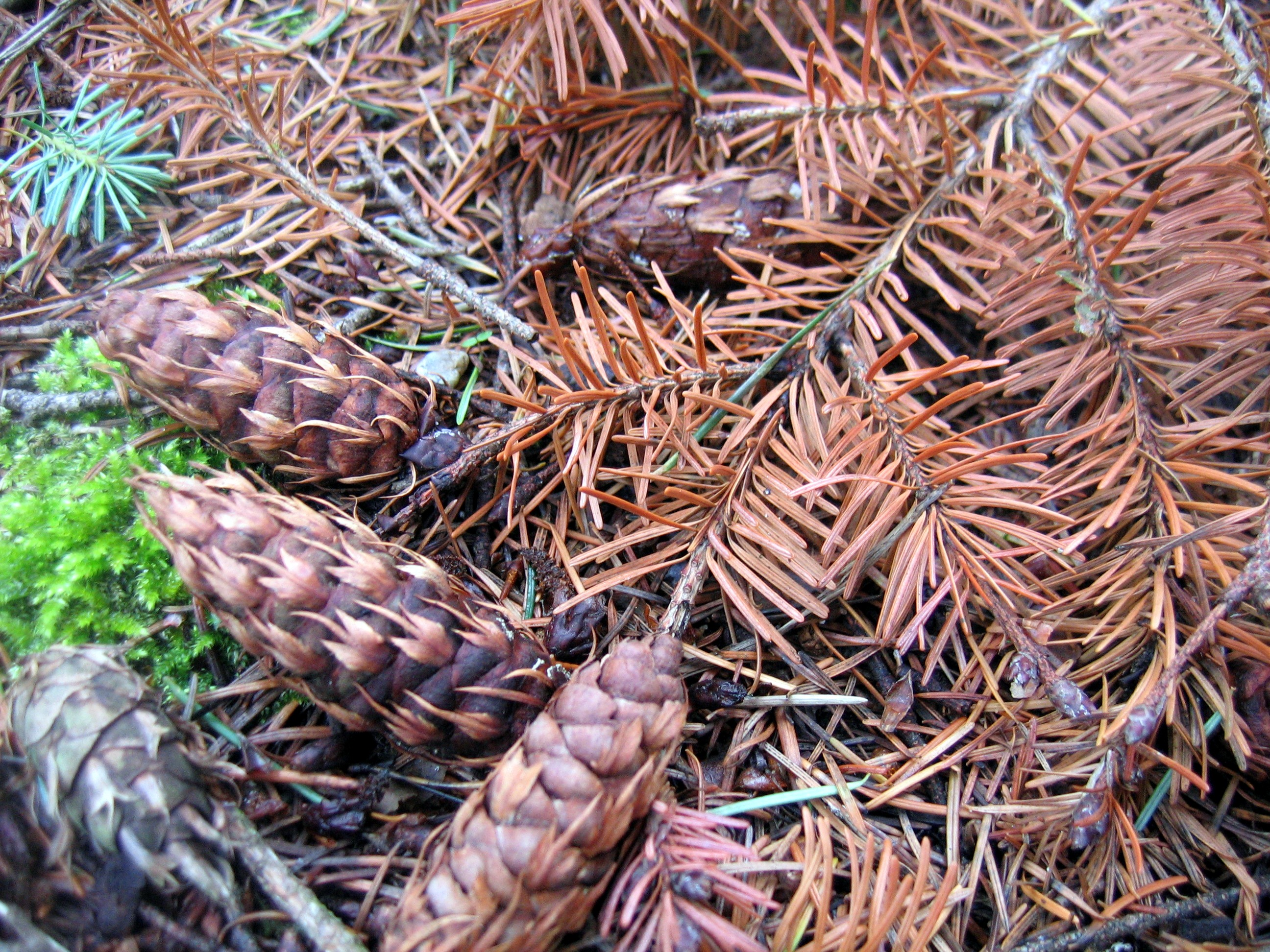
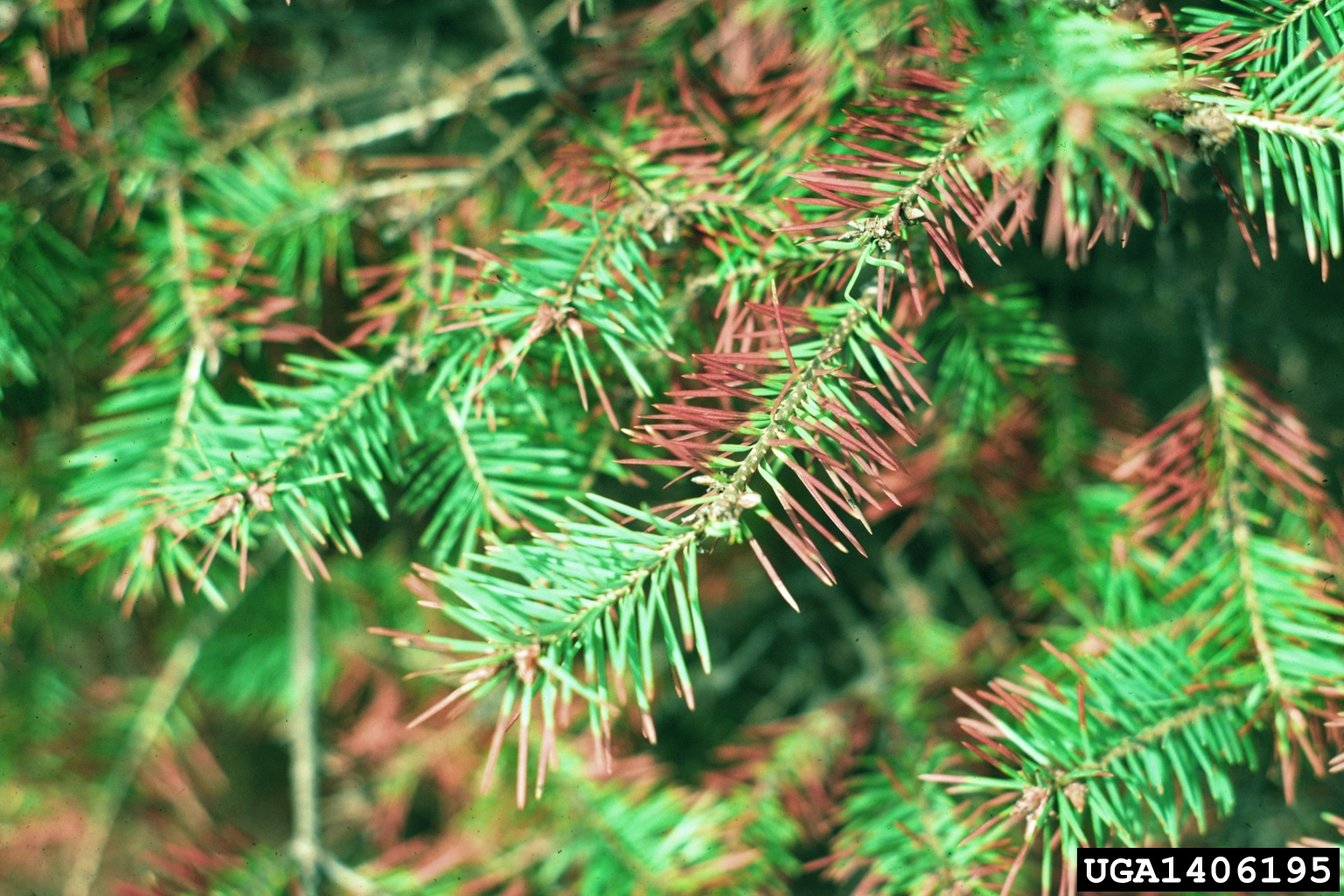
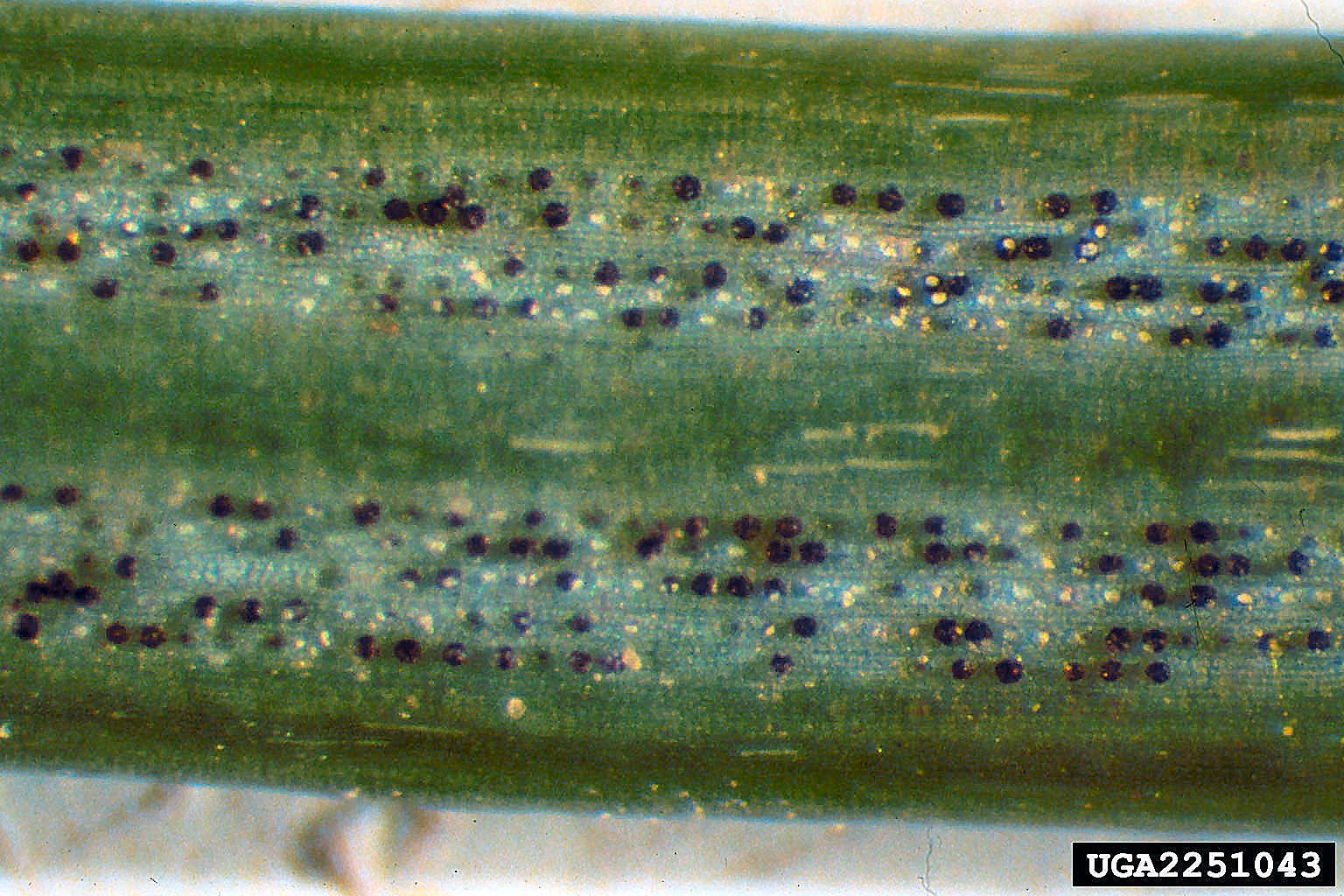